# (118172) Vorgebirge
(118172) Vorgebirge est un astéroïde de la ceinture principale.

## Description
(118172) Vorgebirge est un astéroïde de la ceinture principale. Il fut découvert le 5 avril 1989 à La Silla par Michael Geffert. Il présente une orbite caractérisée par un demi-grand axe de 2,72 UA, une excentricité de 0,37 et une inclinaison de 14,8° par rapport à l'écliptique.

## Compléments